# Nikolaj Aleksejevič Umov
Nikolaj Aleksejevič Umov (rusko Никола́й Алексе́евич У́мов), ruski fizik, matematik in filozof, * 4. februar (23. januar, ruski koledar) 1846, Simbirsk, Ruski imperij (sedaj Uljanovsk, Rusija), † 28. januar (15. januar) 1915, Moskva, Ruski imperij (sedaj Rusija).
Umov je najbolj znan po odkritju Umov-Poyntingovega vektorja neodvisno od Heavisidea leta 1874 in pojava Umova, povezavi med albedom astronomskega telesa in stopnjo polarizacije odbite svetlobe, iz leta 1905.